# Edward Lugard
Pour les articles homonymes, voir Lugard.
Edward Lugard, né le 8 mai 1810 à Londres où il est mort le 31 octobre 1898, est un officier et homme politique britannique.

## Biographie

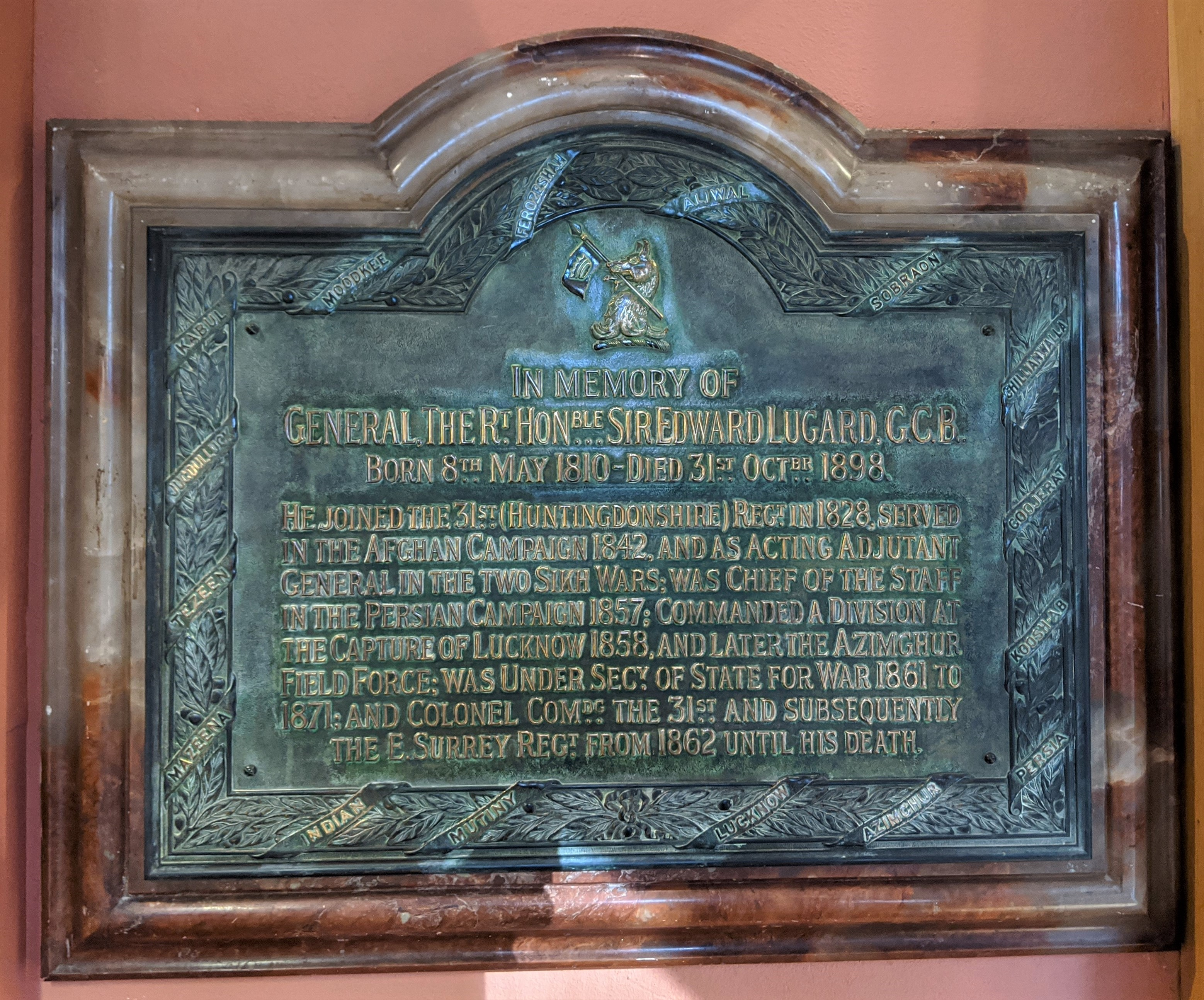
Plaque commémorative à All Saints Church, Kingston upon Thames

Fils du capitaine John Lugard (1761–1843) et de sa femme Jane Llewellyn Trewman, il entre dans l'armée comme enseigne en 1828.
Il prend part en 1841-1842 à la Première guerre anglo-afghane, en 1845-1846 à la Première guerre anglo-sikhe puis en 1848-1849, à la Seconde Guerre anglo-sikhe comme adjudant général au Penjab.
Nommé à Bombay en 1854, il y sert jusqu'en 1857 avant d'être envoyé en Perse (1857). L'année suivante, il est rappelé en Inde au moment de la Révolte des cipayes où il commande avec Colin Campbell et James Outram, une des divisions d'infanterie dans l'Oudh. Il est alors fait haut-commandeur de l'ordre du Bain (janvier 1858).
Il entre en 1861 au sous-secrétariat d’État à la guerre où il officie jusqu'en 1871 et est promu colonel en 1862. Il devient en 1871 Conseiller privé de la reine Victoria. En novembre 1872, il est promu général.
Jules Verne dans son roman La Maison à vapeur (partie 1, chapitre III) le nomme Lugar.
Il est l'oncle de Frederick Lugard.